# Pendikspor
Dernière mise à jour : 13 août 2025.
Pendikspor est un club turc de football basé à Istanbul Le club joue en 1.Lig, lors de la saison 2025-2026.

## Histoire
Le club est fondé en 1950 et joue jusqu'en 1984 dans les ligues amateures. En 1984 lorsque la fédération crée une nouvelle troisième division professionnelle, le club est admis et termine la première saison 1984-1985 à la troisième place de son groupe. Lors de la saison 1992-1993 le club est relégué en quatrième division, mais fera son retour au troisième niveau en 1994-1995.
Lors de la saison 1997-1998, Pendikspor termine à la première place de son groupe et est promu la première fois en deuxième division. En 2022-2023 le club remporte les play-offs de montée et joue la première fois de son histoire en Süper Lig. Il n'y séjournera qu'une seule saison et retrouvera en  2024-2025 la deuxième division où il sera sauvé de justesse d'une nouvelle relégation.